# Сенситометр
Сенсито́метр — прибор для измерения светочувствительности и других сенситометрических характеристик фотоматериалов. Сенситометр сообщает светочувствительному слою ряд нормированных экспозиций.
После проявления экспонированного сенситометром фотографического материала получается сенситограмма, состоящая из площадок с разной оптической плотностью, зависящей от полученной экспозиции.

## Устройство
Сенситометр содержит:
- источник света, в качестве которого обычно применяется лампа накаливания с цветовой температурой 2850К;
- устройство дозирования количества излучения (модулятор экспозиции);
- светофильтры для получения заданного спектрального состава в соответствии с типом испытываемого фотоматериала. Например, при испытании плёнок, рассчитанных на съёмку в дневном свете, применяется конверсионный светофильтр, преобразующий исходный световой поток к цветовой температуре 5500K, что и соответствует средним цветовым характеристикам дневного освещения;

Дозирование освещённости обычно осуществляют с помощью фотометрического клина, построенного в соответствии с требованиями конкретной сенситометрической системы.
В большинстве современных сенситометров изменение экспозиции осуществляется именно изменением освещённости, при постоянной, обычно около 1/20сек, выдержке. При испытании фотоматериалов специального назначения (например, предназначенных для высокоскоростной съёмки) может быть задана другая выдержка.

## Примеры оборудования
- Сенситометр ГОИ ФСР-41 для сенситометрии чёрно-белых плёнок. Имеет 21 ступень фотографического клина, константу 0,15 и интервал экспозиции 1:1000.
- Сенситометр НИКФИ ЦС-2М для цветных фотоматериалов. Имеет 30 ступеней клина, константу 0,15 и интервал экспозиции 1:22000.